# Чалчин
Чалчин (пол. Czałczyn) — село в Польщі, у гміні Лопушно Келецького повіту Свентокшиського воєводства.
Населення — 289 осіб (2011).
У 1975-1998 роках село належало до Келецького воєводства.

## Демографія
Демографічна структура на день 31 березня 2011 року:
|          | Загалом | Допрацездатний вік | Працездатний вік | Постпрацездатний вік |
| -------- | ------- | ------------------ | ---------------- | -------------------- |
| Чоловіки | 150     | 30                 | 99               | 21                   |
| Жінки    | 139     | 34                 | 77               | 28                   |
| Разом    | 289     | 64                 | 176              | 49                   |